# Jüdischer Friedhof Mommenheim (Rheinhessen)

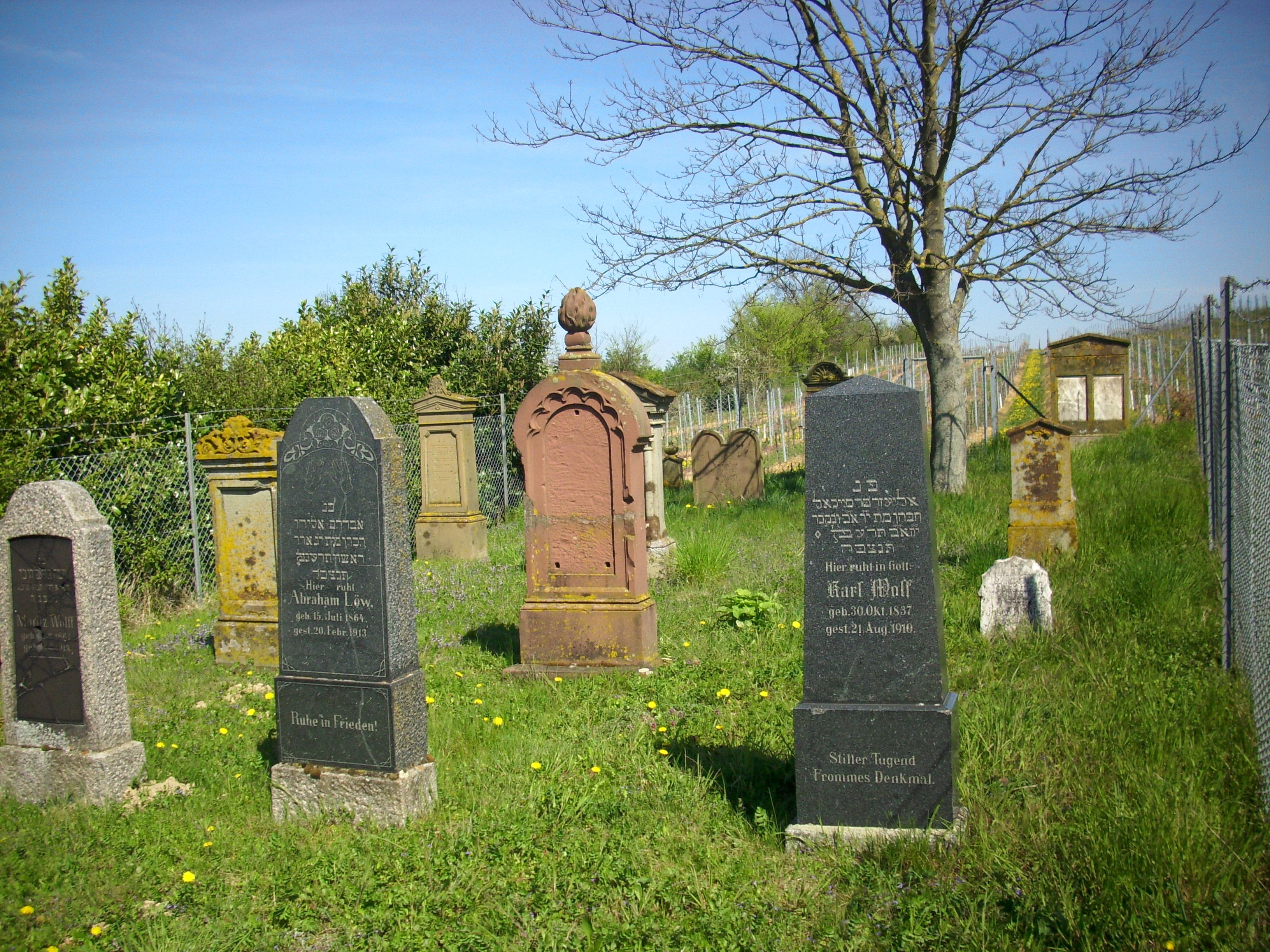
Jüdischer Friedhof Mommenheim (Rheinhessen)

Der Jüdische Friedhof in Mommenheim, einer Ortsgemeinde im Landkreis Mainz-Bingen in Rheinland-Pfalz, wurde um 1870 angelegt. Der jüdische Friedhof befindet sich am Ortsausgang in Richtung Selzen.
Auf dem von 1878 bis etwa 1924 belegten Friedhof sind heute noch 17 Grabsteine erhalten, die in gründerzeitlich-historisierender bis zu sachlicherer Formensprache gestaltet sind.